# Religion en Sierra Leone

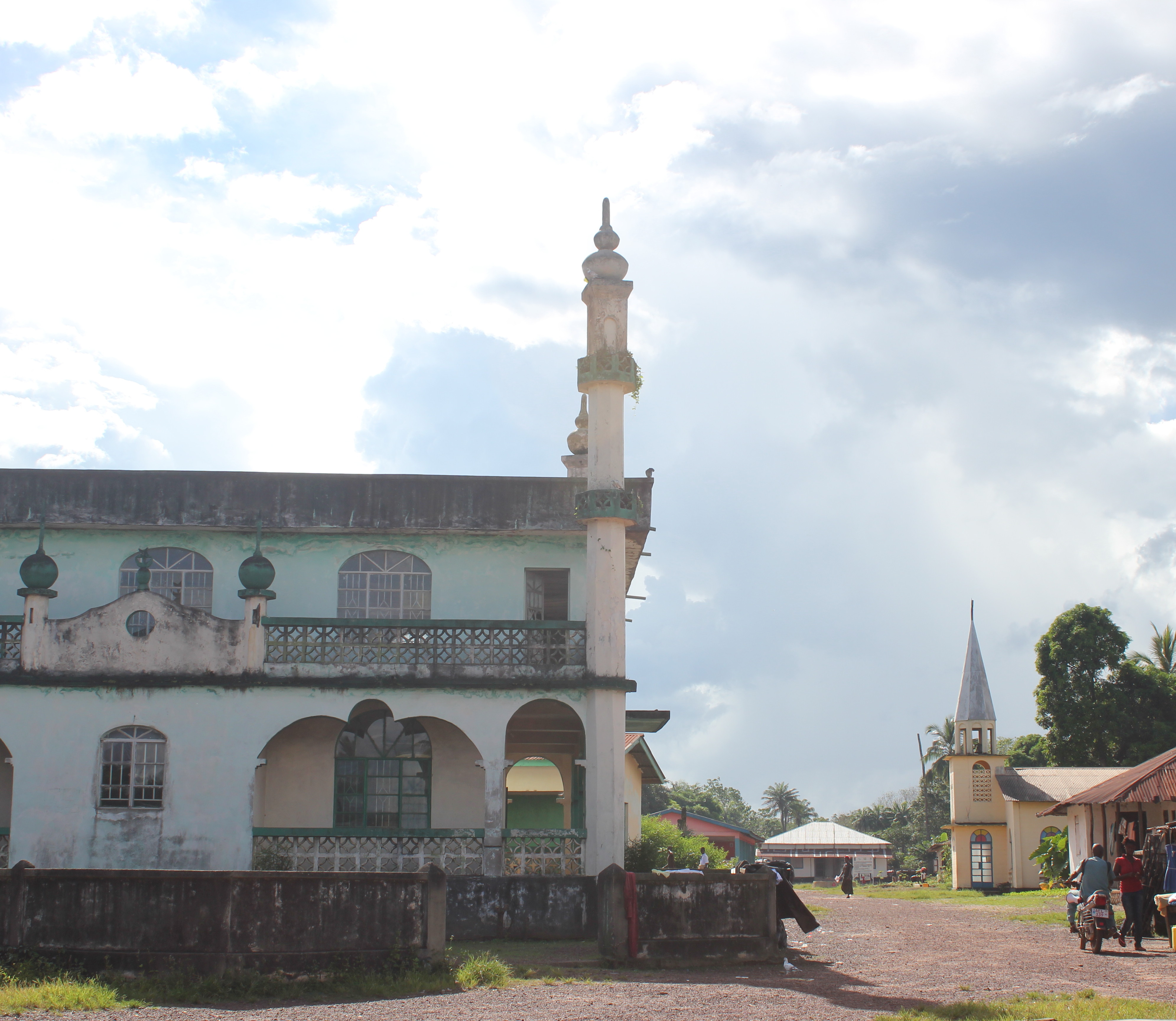
La mosquée et l'église de Gbendemdu sur la gauche, sur la route du parc National d' Outamba-Kilimi en Sierra Leone

L'islam est la religion la plus importante en Sierra Leone, avec une importante minorité chrétienne et animiste. Selon une estimation de 2015 du Pew Research Center, 78,0 % de la population est musulmane, 20,9 % est chrétienne, tandis que le reste suit d'autres religions, dont l'animisme. Une autre estimation de 2013 réalisée par l'Enquête Démographique et de Santé trouvait 78,2 % de musulmans et 21,2 % de chrétiens.
Pour le département d'État des États-Unis, 60 % des Sierraléonais sont musulmans, 20 à 30 % chrétiens et 5 à 10 % animistes ou d'une autre confession.
En 2007, le Haut Commissariat des Nations unies pour les réfugiés estime qu'il y a 55 % de musulmans, 40 % de chrétiens et 5 % d'autres croyances, même si nombre de personnes conservent des croyances ou des rites de religions traditionnelles en parallèle de l'islam ou du christianisme. Il y a beaucoup de prosélytisme pour l'Église protestante évangélique, pour le courant chrétien, et du prosélytisme pour le courant salafiste, pour l'Islam.  
L'article 24 de la constitution de 1991 reconnaît la liberté religieuse.

## Islam: 60..80%
La grande majorité des musulmans sierraléonais sont sunnites malikites, avec des minorités chiites et ahmadistes. Le Salafisme, d'implantation assez récente, est  un courant très minoritaire chez les Musulmans de Sierra Leone. L'Islam est souvent une religion adoptée comme un rejet de la colonisation britannique, et des noirs Africains Créoles (anciens esclaves) qui furent apportés de l'étranger, du continent américain, qui étaient aussi perçus comme des colonisateurs. On retrouve cette même situation au Liberia, pays voisin, mais qui ne fut pas colonisé par les Britanniques.   

## Christianisme: ~ 20%
La majorité des Sierraléonais chrétiens (20 % environ) sont protestants, avec principalement des méthodistes (285 000 en 2017), et divers mouvements évangéliques,. Parmi les autres dénominations protestantes, on note les presbytériens, les baptistes, les adventistes du Septième jour et les luthériens.
La Convention baptiste de Sierra Leone a été officiellement fondée en 1974 . En 2017, elle compte 50 églises et 28,212 membres .
Les catholiques représentent environ 5..8 % de la population du pays : Église catholique en Sierra Leone (en).
Les Témoins de Jéhovah, les anglicans et l'Église de Jésus-Christ des saints des derniers jours en Sierra Leone (en), forment une petite minorité.

## Autres spiritualités (non africaines d'origine)
- Hindouisme en Sierra Leone (en)
- Bahaïsme en Sierra Leone (environ 13 750 en 2017)

## Religions traditionnelles: 10..20%
Les religions africaines traditionnelles, comme l'animisme, comportaient en 2005 39 % d'adeptes selon une étude de l'Université de Sherbrooke. Le syncrétisme avec islam ou christianisme est présent. Une estimation de 2015 donnait 30 % d'animistes.
- Les croyances traditionnelles restent vivaces.
- Mané (peuple) (en), Gola (peuple), Société secrète, Poro (rituel), Société Poro (masculine), Société Sande (féminine), oiseau Senufo (en)
- Aniota (société secrète) (hommes-léopards)